# Tha (fiume)
Il fiume Tha (in lingua laotiana: ນໍ້າທາ, Nam Tha) scorre nel Laos nord-occidentale ed è un affluente del Mekong. Nasce presso la frontiera con la Cina e scorre generalmente in direzione sud-ovest attraverso vallate strette e profonde per circa 215 km prima di unirsi al Mekong in un punto situato circa 32 km a sud-est di Ban Houayxay. Navigabile solamente da piccole imbarcazioni, il Tha è, tuttavia, il principale corso d'acqua dell'estremità nord-occidentale del Laos. Lungo il suo corso, si trovano depositi di rame, oro alluvionale, zaffiro e zircone.